# Peonza

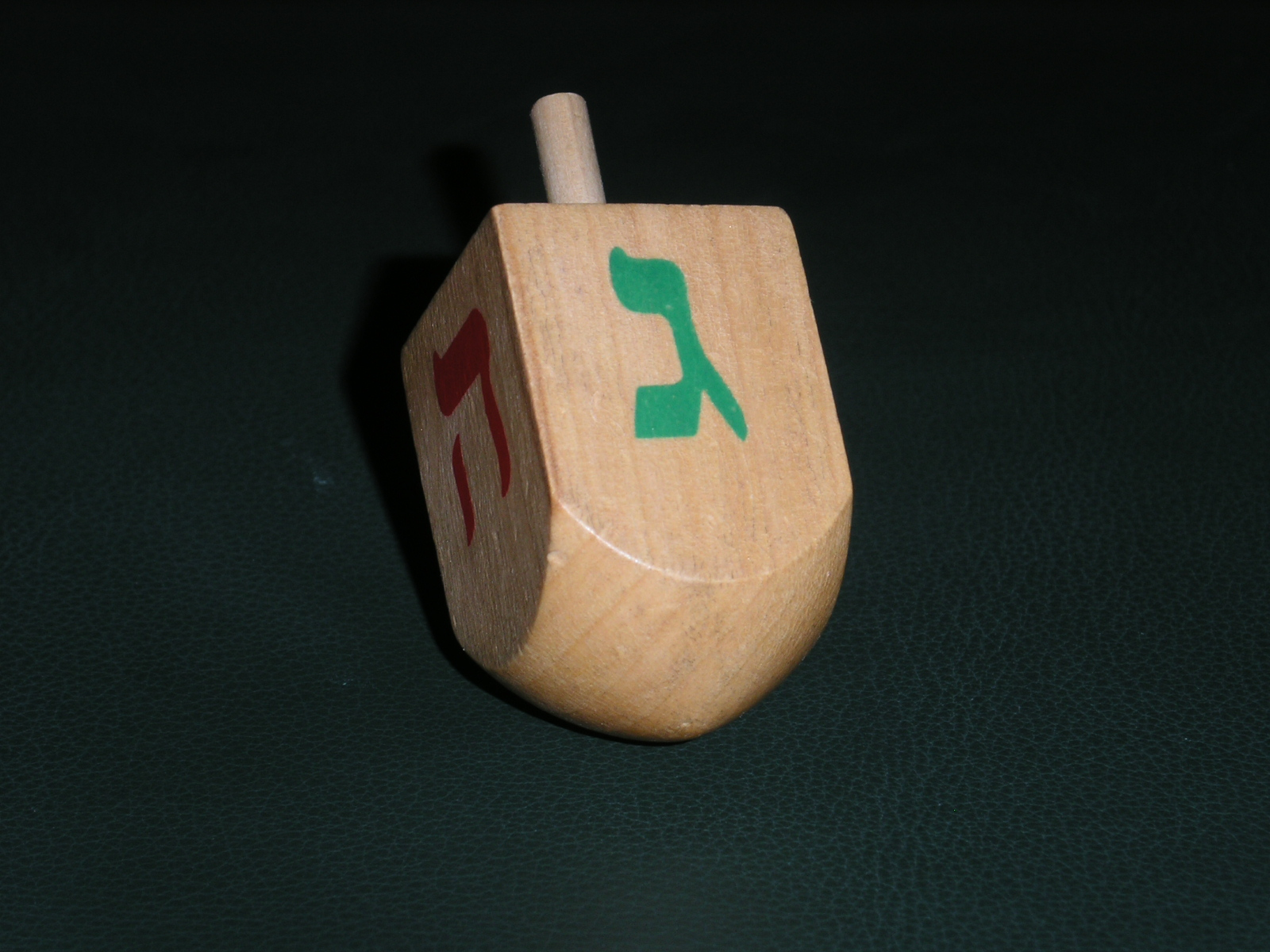
Dreidel.

Tipo de peonza con un funcionamiento característico (en sueco snurra).

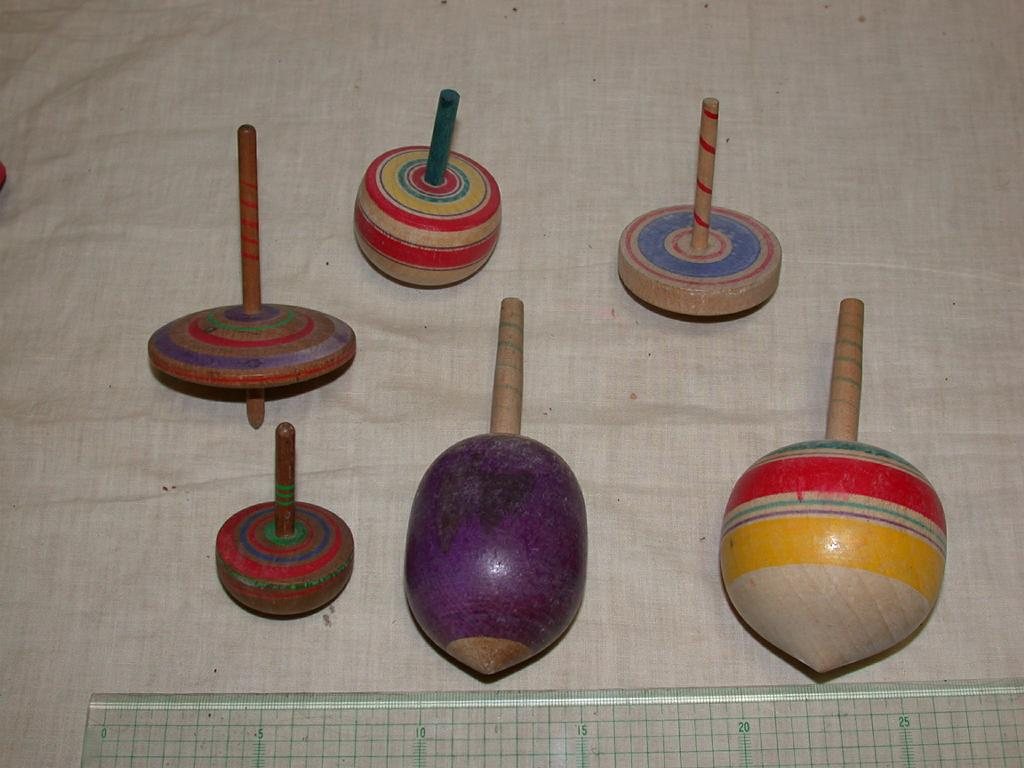
Perinolas japonesas.

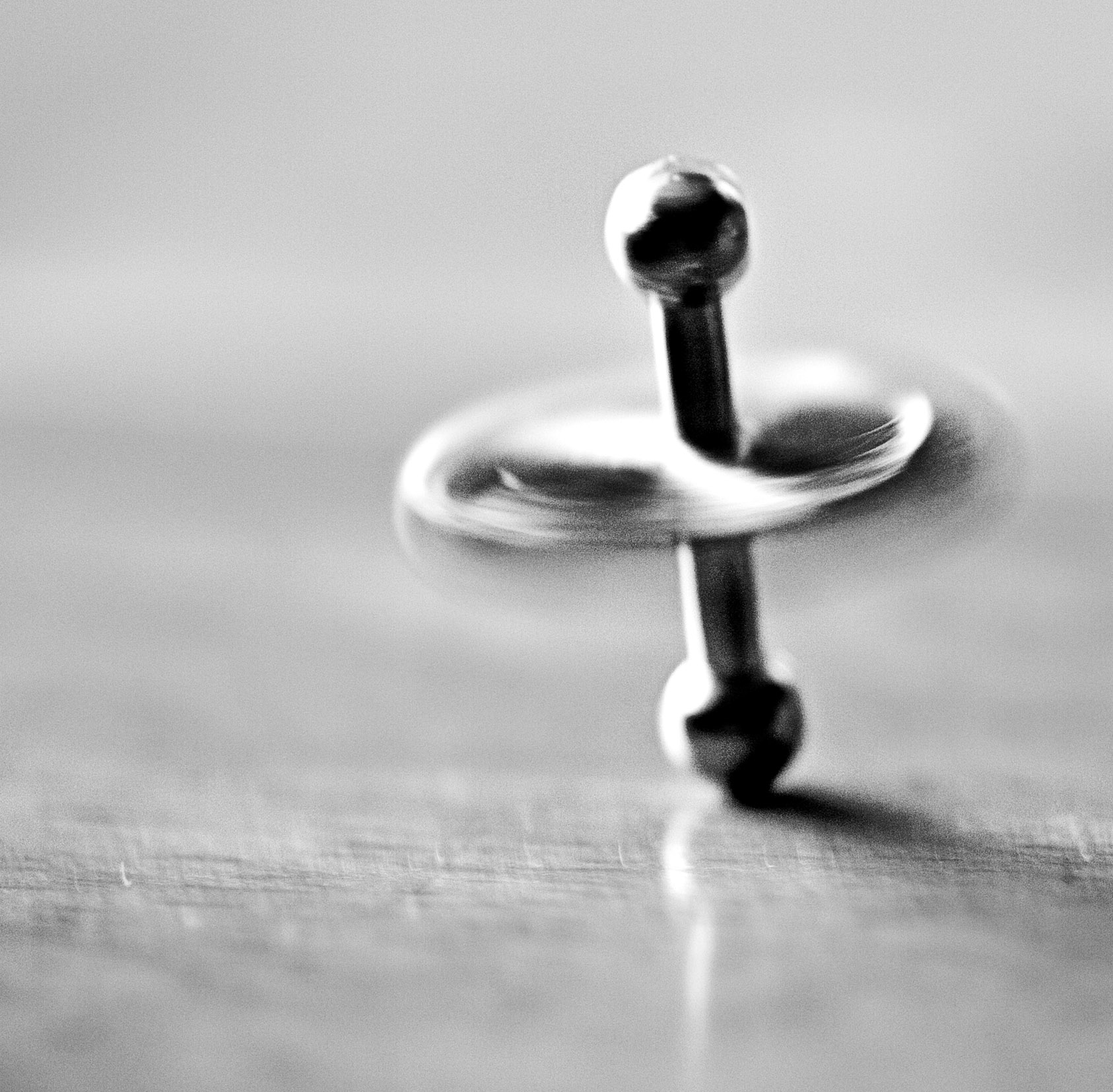
Peonza spun.

Una peonza es un cuerpo que puede girar sobre una punta sobre la que sitúa su centro de gravedad de forma perpendicular al eje de giro, equilibrándose sobre un punto gracias a la velocidad angular, que permite el desarrollo del efecto giroscópico. De múltiples formas y variando su funcionamiento existen numerosos tipos de peonza: trompos, perinolas, spun, dreidel, snurra, levitrón, beyblade.

## Usos
Normalmente se utiliza como juguete. Existiendo numerosas formas derivadas de la peonza clásica, que se hace girar con la mano, normalmente gracias a un saliente en vertical que permite imprimir la fuerza angular. También han sido utilizadas para juegos de azar y para realizar profecías y otros rituales.

## Terminología
En español se han realizado múltiples derivaciones como piuca, repión o mona. Su forma más extendida es el trompo (o peón), por lo que ambos términos se utilizan como sinónimos. En portugués, también se observan múltiples derivaciones de pião como pinhão, como es llamado algunas partes de Brasil, como corruptela de pião, xindire en Maputo, n'teco en Nampula y mbila en Niassa y en Mozambique). En inglés se conoce como spinning top o meramente top y en ruso como волчо́к o юла́. Destaca su desarrollo en Japón donde hay más de mil clases de peonzas distintas. En alemán se denomina Kreisel.
También se denomina peonza al peón sin punta de hierro que se hace bailar empleando un látigo.

## Funcionamiento
El efecto giroscópico permite que se mantenga sobre su punta hasta que el vector peso (masa · gravedad) termina por tomar una inclinación con respecto al eje provocando una variación en la localización del centro de gravedad. Esto provoca una variación en la trayectoria de giro que comienza a describir círculos propiciando la caída del trompo. De esta manera la caída es directamente proporcional al mencionado ángulo y al vector peso, e inversamente proporcional a la velocidad de giro.
| |  |
| Siendo: - g: Vector gravedad. - m: Masa. - c.m.: Centro de masas. - r: Vector distancia entre el centro de masas y el punto de apoyo. - L: Vector momento angular de la fuerza. - θ: Ángulo de inclinación de la peonza respecto a la perpendicular del suelo. - Φ: Ángulo recorrido durante el giro, perteneciente al vector momento angular. - Α: Variación. |  |

De esta forma, pasado el tiempo el rozamiento con el aire y sobre todo con el suelo provocan que el giro se vaya debilitando. Entonces el centro de gravedad empieza a hacerse más inestable de tal manera que la peonza comienza a girar no solo sobre sí misma sino que describe círculos en el terreno puesto que va tumbándose, hasta que pierde por completo el equilibrio y comienza a rodar hasta que se para. 
Este proceso es común entre sus múltiples variantes pero cualquiera de sus elementos (desarrollo del giro, forma de imprimir la fuerza angular, punto de apoyo, distribución del centro de gravedad, mecanismo de rotación, impresión del rozamiento...) puede variar enormemente.

Peonza. Precesión uniforme.
Peonza. Precesión con cambio de signo.
Peonza. Puntos con velocidad de precesión nula.

## Tipos
Aquí se exponen algunos de sus tipos, aunque existen algunos más:
- perinola o pirindola o pirinola;
- trompo o peón
- levitrón
- Beyblade
- Dreidel
- peonza celta
- diábolo